# Polyommatus tshetverikovi
Polyommatus tshetverikovi är en fjärilsart som beskrevs av Yuri P. Nekrutenko 1977. Polyommatus tshetverikovi ingår i släktet Polyommatus och familjen juvelvingar. Inga underarter finns listade i Catalogue of Life.